# 三益乡
三益乡，是中华人民共和国重庆市石柱土家族自治县下辖的一个乡镇级行政单位。

## 行政区划
三益乡下辖以下地区：
寨上村、大堡村、新田村和中堆村。